# Шипицыно (Чистоозёрный район)
Шипи́цыно — село в Чистоозёрном районе Новосибирской области. Административный центр Шипицынского сельсовета. Не путать с Шипицыно Венгеровского района.

## История
В 1776 на территорию современного Чистоозерного района приехала семья переселенца Евграфа Шипицына, которая поселилась на берегу оз. Пестрое. Прибыл Евграф Шипицын, предположительно, из Смоленской губернии (по другим данным, он был выселен за участие в восстании Пугачева). В 1791-1792 его сын Иван переселился со своей семьей на несколько километров к северо-востоку к озеру, которое впоследствии стало называться Шипицынским. Новый же населенный пункт стал именоваться «хутор Шипицыных».  В середине 19 в. в Кулундинскую степь стали прибывать новые переселенцы. Хутор Шипицыных разросся и превратился в село Шипицыно.

## География
Площадь села — 129 гектаров.
Возле села расположены озёра Чебаклы,  Чаны, Большая Великоселька.

## Население
| 1996 | 2002 | 2007 | 2010 | 2012 | 2013 | 2014 |
| ---- | ---- | ---- | ---- | ---- | ---- | ---- |
| 800  | ↘721 | ↗733 | ↘649 | ↘647 | ↘644 | ↘628 |
| 2015 | 2016 | 2017 |      |      |      |      |
| ↗629 | ↘628 | ↘607 |      |      |      |      |

## Инфраструктура
В селе по данным на 2007 год функционируют 1 учреждение здравоохранения и 2 учреждения образования.